# 薄久保香
薄久保 香（うすくぼ かおる、女性 ）は、日本の画家、現代アーティスト。
東京藝術大学美術学部絵画科油画准教授。

## 経歴
栃木県生まれ。2004年東京造形大学造形学部絵画専攻卒業。2010年東京藝術大学院博士課程修了。

## 主な展覧会
- 2020年 「Kaoru Usukubo and Daisuke Ohba」LOOCK Galerie（ベルリン）

- 2018年「偶然の法則による実験」taimatz(東京)
- ２人展「Kaoru Usukubo,Hannes Beckmann 」LOOCK Galerie（ベルリン）
- 2012年「Crystal Voyage」（フリードリヒスハーフェン）
- 輝くもの天より堕ち」taimatz(東京)
- 2010年「part and the whole」
- 2009年「UPlogist」Wohnmaschine（ベルリン）
- 2008年「NEXT 2008」（シカゴ）
- 2007年「Wandering season」TARO NASU（東京）
- 2017年「掛川茶エンナーレ」(掛川) 2016年「絵の旅」(東京)、2015年「Wabi Sabi Shima」Thalie Art Foundation(ブリュッセル)、「CSP3-絵画と彫刻のあり方-」桑沢デザイン研究所（東京）、2014年　「@IOSSELLIANI T-02-IOS　pratique vol.0」イオッセリアーニ（東京）、2013年「ミニマル/ポストミニマル　1970年代以降の絵画と彫刻」宇都宮美術館(宇都宮)、「第９回造形現代芸術家展　混沌の淵から」東京造形大学附属美術館　(東京)、2012年「第21回奨学生美術展」特別出品　佐藤美術館（東京）、2011年「第20回奨学生美術展」招待作家　佐藤美術館（東京）、2011年「Tokyo Front Line」アーツ千代田3331(東京)、「横浜トリエンナーレ2011OUR MAGIC HOUR」横浜美術館（横浜）、2010年「 VOCA 2010 −新しい平面の作家たち− 」上野の森美術館（東京）、2009年　「一個人 only one」　MOT/ARTS（台北）、2007年「アートアワードトーキョー丸の内2007」行幸地下ギャラリー（東京）など